# G5
G5 je južnoafrička vučna haubica kalibra 155 mm koju proizvodi domaća vojna industrija Denel Land Systems. Haubica je temeljena na kanadskom originalu GC-45 ali je modificirana kako bi mogla podnijeti južnoafričke klimatske uvjete. Riječ je o dokazanoj, preciznoj i dalekometnoj haubici s ugrađenim pogonskim agregatom. U potpunosti je kompatibilna sa streljivom 155 mm NATO.

## Povijest
Tijekom dugog Južnoafričkog pograničnog rata, južnoafrička vojska se našla u nepovoljnom položaju kada se suočila s činjenicom da se Angola naoružava s modernim sovjetskim topništvom čiji veliki domet stvara značajnu prednost. U to vrijeme Južna Afrika je koristila zastarjele topove G1 i G2 iz ere Drugog svjetskog rata. To je dovelo do potrebe za razvojem novog topničkog sustava (topa, topničkog streljiva, SUP-a i računalnog sustava).
Zbog politike apartheida u zemlji, UN je 1963. godine odredio embargo oružja za Južnu Afriku. Zbog nemogućnosti nabave stranog oružja, JAR je 1968. osnovao vojno-industrijski kompleks Armscor. Kao privremenu haubicu prije nego što je započela proizvodnja vlastite, južnoafrička vojska je koristila Soltam M-71 koji je nabavljen iz Izraela te je nosio oznaku G4.
Kao temelj na kojem bi se bazirala domaća haubica, odabrana je kanadska haubica GC-45. Tako je jedan testni primjerak GC-45 montiran na podvozje američkog poljskog topa Long Tom. Kod sljedećih šest GC-45 promijenjeni su topnička cijev, unutarnja balistika te transportna kompozicija. Oni su tako postali prototip buduće južnoafričke haubice G5. Daljnjim promjenama ugrađen je i agregat koji omogućava samostalno kretanje haubice na kratkim udaljenostima brzinom od 16 km/h te naprednija kočnica. U borbenom položaju elevacija cijevi može se postaviti u području -3 do +75 stupnjeva. Također, haubica se može transportitati teretnim zrakoplovom C-130 Hercules.

## Tehničke karakteristike
Haubica ima užljebljenu cijev a domet topničke granate iznosi 39 km što se može povećati na 53 km korištenjem raketnog projektila. Smatra se jednom od najjačih haubica na modernom bojnom polju. Postavljenjem haubice na kotačno podvozje konfiguracije 6×6 stvoreno je samohodno topništvo G6 koje je ostvarilo dobar izvozni rezultat u UAE-u i Omanu.
Na zahtjev Indije, haubica je testirana i na Tatrinom 8×8 kamionu i ta kombinacija je poznata kao T5-2000. Također, topnička cijev može biti postavljena na tenkovsku kupolu što je i učinjeno na tenku T-72.

## Inačice
- G5 Mk I,
- G5 Mk II,
- G5 Mk III i
- G5-2000: haubica kalibra 52 s većim dometom i preciznošću.

## Korisnici
- JAR: južnoafričkoj vojsci je dostavljeno 45 haubica koje su korištene tijekom Južnoafričkog pograničnog rata protiv Angole.[3]
- Čile: 28 haubica.[2][3]
- Irak: zemlja je koristila topništvo tijekom Zaljevskog rata 1991. godine.[3]
- Iran: dostavljeno je stotinu haubica koje su korištene u Iransko-iračkom ratu tijekom 1980-ih.[3]
- Malezija: 28 haubica G5 Mk III.[2][3]
- Katar: 12 haubica.[3]
- Uganda: 4 haubice.[3]

## Vidjeti također
- GC-45
- G6 Rhino

## Vanjske poveznice
- TOP GUN – Angola: The real stars
- G5-52 155mm 52-calibre, towed gun howitzer